# Lemona
Lemona (em castelhano) ou Lemoa (em basco) é um município da Espanha na província da Biscaia, comunidade autónoma do País Basco. Faz parte da comarca de Arratia-Nervión e tem 15,85 km² de área.[carece de fontes?] Em 2021 tinha 3 489 habitantes (densidade: 220,1 hab./km²).